# Associazione Calcio Perugia 1998-1999
Questa voce raccoglie le informazioni riguardanti l'Associazione Calcio Perugia nelle competizioni ufficiali della stagione 1998-1999.

## Stagione
Nella stagione 1998-1999 il Perugia disputò l'ottavo campionato di Serie A della sua storia. Confermato Ilario Castagner in panchina, subentrato a marzo al dimissionario Attilio Perotti, i Grifoni si rinforzarono con gli arrivi del difensore centrale Martín Rivas, del terzino destro Zé Maria, dei centrocampisti Giovanni Tedesco e Hidetoshi Nakata, dell'esterno di centrocampo Gianluca Petrachi e della punta Cristian Bucchi; nella sessione invernale di mercato si aggiungeranno il portiere Andrea Mazzantini e l'attaccante Iván Kaviedes.
La squadra umbra, impostata con il modulo 4-4-1-1, inanellò risultati positivi in casa, tra cui spiccarono le vittorie contro Parma e Inter, entrambe per 2-1; inversamente, fino alla 33ª giornata i biancorossi non vinsero una sola partita lontano dal Curi.
Nel febbraio del 1999 Castagner diede le dimissioni per intemperanze con il patron Luciano Gaucci, e al suo posto venne ingaggiato Vujadin Boškov, una scelta contestata dai tifosi. I risultati comunque non migliorarono, ma il Perugia colse un'importante vittoria sul campo dell'Udinese per 2-1, l'unica in trasferta di questo campionato, alla penultima giornata.
Sette giorni dopo arrivò al Curi il Milan capolista, in cerca di vittoria per aggiudicarsi lo scudetto. Per salvarsi i Grifoni, in caso di sconfitta dovevano sperare che la Salernitana non cogliesse i tre punti a Piacenza, e così fu: i biancorossi persero 2-1 con i rossoneri (che conquistarono il campionato), ma i salernitani non andarono oltre l'1-1 contro i piacentini ormai salvi. Gli umbri ottennero anche la qualificazione alla Coppa Intertoto per altrui rinuncia.

## Divise e sponsor

Il neoacquisto Hidetoshi Nakata con indosso la prima divisa perugina dell'annata; il centrocampista nipponico fu a sorpresa il miglior marcatore stagionale dei Grifoni, con dieci reti in 33 gare di campionato.

Lo sponsor tecnico del Perugia per la stagione 1998-1999 fu la Galex dell'amministratore delegato Alessandro Gaucci, mentre non era presente uno sponsor ufficiale.
Il Perugia propose in questa stagione una divisa da gioco molto particolare, che vedeva la classica maglia rossa con la sola manica sinistra bianca, quest'ultima bordata da due piccole strisce rosse. Il colletto era anch'esso bianco con i dettagli rossi, mentre sul lato destro del petto correvano due sottili strisce verticali bianche. Sulla parte bassa della maglia, a mo' di serigrafia, era disegnato un grande Grifo in grigio. La colorazione della maglia prevedeva una tecnica sfumata, che partendo dal rosso chiaro della parte sinistra diventava sempre più scuro fino alla manica destra. I pantaloncini erano bianchi, bordati con alcune sottili strisce rosse (in orizzontale sul fianco sinistro, e in verticale su quello destro), mentre i calzettoni erano rossi, bordati a metà altezza da due strisce bianche.
La seconda divisa riprendeva in toto questo stile, sostituendo però al rosso una tonalità di cobalto, anche questa sfumata. Su questa divisa da trasferta erano inoltre presenti alcuni dettagli in arancione fluo, tra cui lo stesso Grifo. Nel corso della stagione venne utilizzata in maniera minore anche una terza divisa bianca con dettagli in giallo fluo e nero, mentre si limitò a un paio di apparizioni una quarta casacca nera con dettagli rossi e bianchi.
| Casa | Trasferta | Terza divisa | Quarta divisa |

## Organigramma societario
Area direttiva
- Presidente: Luciano Gaucci
- Vice Presidente esecutivo: Riccardo Gaucci
- Amministratore delegato: Alessandro Gaucci
- Direttore Generale: Giovanni Trombetta

Area organizzativa
- Segretario generale: Ilvano Ercoli
- Segretario settore giovanile: Carmelo Lentini
- Team manager: Fabrizio Salvatori

Area comunicazione
- Addetto relazioni esterne: Alberto Di Chiara

Area tecnica
- Direttore sportivo: Ermanno Pieroni
- Allenatore: Ilario Castagner poi Vujadin Boškov
- Allenatore in seconda: Diego Giannattasio
- Preparatore atletico: Paolo Casale
- Allenatore Primavera: Mario Goretti

## Rosa

Andrea Mazzantini, arrivato in sordina nel mercato invernale, saprà imporsi tra i maggiori portieri nella storia dei Grifoni.

| N. |                       | Ruolo | Calciatore                     |
| -- | --------------------- | ----- | ------------------------------ |
| 1  | Italia (bandiera)     | P     | Angelo Pagotto                 |
| 2  | Brasile (bandiera)    | D     | Zé Maria                       |
| 3  | Italia (bandiera)     | D     | Gianluca Colonnello            |
| 4  | Italia (bandiera)     | C     | Renato Olive                   |
| 5  | Italia (bandiera)     | D     | Gabriele Grossi                |
| 6  | Italia (bandiera)     | D     | Alessandro Calori              |
| 7  | Giappone (bandiera)   | C     | Hidetoshi Nakata               |
| 8  | Italia (bandiera)     | C     | Alessandro Cucciari            |
| 9  | Italia (bandiera)     | A     | Sandro Tovalieri               |
| 10 | Italia (bandiera)     | C     | Antonino Bernardini            |
| 11 | Croazia (bandiera)    | A     | Milan Rapaić                   |
| 12 | Argentina (bandiera)  | P     | Juan Docabo                    |
| 13 | Italia (bandiera)     | D     | Roberto Ripa                   |
| 14 | Italia (bandiera)     | D     | Salvatore Matrecano (capitano) |
| 15 | Uruguay (bandiera)    | D     | Martín Rivas                   |
| 16 | Italia (bandiera)     | D     | Riccardo Maspero               |
| 17 | Italia (bandiera)     | A     | Alessandro Melli               |
| 18 | Italia (bandiera)     | C     | Antonio Manicone               |
| 19 | Croazia (bandiera)    | C     | Tomislav Erceg                 |
| 20 | Italia (bandiera)     | C     | Pietro Strada                  |
| 21 | Italia (bandiera)     | C     | Sergio Quinto Campolo          |
| 22 | Jugoslavia (bandiera) | P     | Aleksandar Kocić               |
| 23 | Italia (bandiera)     | C     | Pasquale Rocco                 |
| 24 | Italia (bandiera)     | D     | Sean Sogliano                  |
| 25 | Italia (bandiera)     | C     | Gianluca Petrachi              |
| 26 | Italia (bandiera)     | D     | Andrea Sussi                   |
| 27 | Italia (bandiera)     | D     | Salvatore Monaco               |

| N. |                       | Ruolo | Calciatore               |
| -- | --------------------- | ----- | ------------------------ |
| 28 | Italia (bandiera)     | P     | Marco Roccati            |
| 29 | Italia (bandiera)     | A     | Cristian Bucchi          |
| 31 | Italia (bandiera)     | C     | Giovanni Tedesco         |
| 31 | Brasile (bandiera)    | C     | Emerson Pereira da Silva |
| 33 | Ecuador (bandiera)    | A     | Iván Kaviedes            |
| 34 | Italia (bandiera)     | D     | Luca Mezzano             |
| 35 | Italia (bandiera)     | P     | Andrea Mazzantini        |
| 36 | Italia (bandiera)     | C     | Davide Tentoni           |
| 38 | Italia (bandiera)     | P     | Simone Montanari         |
| 39 | Portogallo (bandiera) | D     | Hilário                  |
| 40 | Finlandia (bandiera)  | C     | Mika Lehkosuo            |
| 41 | Paraguay (bandiera)   | D     | Paulo da Silva Barrios   |
| 42 | Italia (bandiera)     | P     | Armando Pantanelli       |
| -  | Italia (bandiera)     | P     | Alessandro Paroli        |
| -  | Italia (bandiera)     | D     | Gianluca Ricci           |
| 30 | Italia (bandiera)     | D     | Diego Pellegrini         |
| -  | Italia (bandiera)     | D     | Daniele Pellegrini       |
| -  | Italia (bandiera)     | D     | Silvano Cernicchi        |
| -  | Italia (bandiera)     | D     | Gianluca Esposito        |
| -  | Italia (bandiera)     | D     | David Giubilato          |
| 6  | Italia (bandiera)     | D     | Massimiliano Tangorra    |
| 27 | Italia (bandiera)     | C     | Davide Baiocco           |
| -  | Italia (bandiera)     | C     | Renzo Tasso              |
| -  | Svizzera (bandiera)   | C     | Massimo Lombardo         |
| -  | Italia (bandiera)     | A     | Fabio Amoruso            |
| -  | Italia (bandiera)     | A     | Mirko Ventura            |

## Risultati

### Serie A

#### Girone di andata
| Arbitro: | Tombolini (Ancona) |

|                                       |           |                                               |
| Nakata 52’, 59’ Bernardini 88’ (rig.) | Marcatori | 23’ Davids 32’ Tudor 45’ Pessotto 65’ Fonseca |

| Arbitro: | De Santis (Tivoli) |

|            |           |           |
| Laigle 21’ | Marcatori | 48’ Olive |

| Arbitro: | Farina (Novi Ligure) |

|                      |           |                          |
| Bucchi 4’ Nakata 64’ | Marcatori | 19’ Couto 72’ Mihajlović |

| Arbitro: | Farina (Novi Ligure) |

|                            |           |  |
| Zamorano 11’ Djorkaeff 55’ | Marcatori |  |

| Arbitro: | De Santis (Tivoli) |

|           |           |  |
| Olive 45’ | Marcatori |  |

| Arbitro: | Borriello (Mantova) |

|                       |           |           |
| Rapaić 10’ Bucchi 28’ | Marcatori | 1’ Chiesa |

| Arbitro: | Boggi (Salerno) |

|                           |           |  |
| Di Napoli 40’, 44’ (rig.) | Marcatori |  |

| Arbitro: | Farina (Novi Ligure) |

|                                        |           |                |
| Rapaić 28’ Nakata 51’ (rig.) Melli 74’ | Marcatori | 31’ Ambrosetti |

| Arbitro: | Collina (Viareggio) |

|                    |           |  |
| Di Vaio 56’, 90+1’ | Marcatori |  |

| Arbitro: | Messina (Bergamo) |

|             |           |            |
| Binotto 42’ | Marcatori | 37’ Rapaić |

| Arbitro: | Tombolini (Ancona) |

|                 |           |  |
| Nakata 20’, 50’ | Marcatori |  |

| Arbitro: | Bettin (Padova) |

|                                                           |           |            |
| Totti 61’ D. Conti 63’ Delvecchio 77’, 79’ Gautieri 90+2’ | Marcatori | 33’ Rapaić |

| Arbitro: | Bazzoli (Merano) |

|                          |           |                |
| Rapaić 38’ Maspero 90+2’ | Marcatori | 90+1’ Berretta |

| Arbitro: | Cesari (Genova) |

|                               |           |                            |
| Rapaić 1’ Nakata 90+5’ (rig.) | Marcatori | 10’ Robbiati 74’ Batistuta |

| Arbitro: | Pellegrino (Barcellona Pozzo di Gotto) |

|                           |           |                  |
| Neqrouz 11’ Innocenti 61’ | Marcatori | 47’ Gio. Tedesco |

| Arbitro: | Ceccarini (Livorno) |

|            |           |                                       |
| Nakata 67’ | Marcatori | 21’ Pierini 40’ M. Amoroso 90+1’ Sosa |

| Arbitro: | Bettin (Padova) |

|                                   |           |                   |
| Guglielminpietro 37’ Bierhoff 40’ | Marcatori | 90’ (rig.) Nakata |

#### Girone di ritorno
| Arbitro: | Bolognino (Milano) |

|                        |           |              |
| Fonseca 49’ Zidane 55’ | Marcatori | 20’ Kaviedes |

| Arbitro: | Boggi (Salerno) |

|                            |           |  |
| Kaviedes 20’ Matrecano 25’ | Marcatori |  |

| Arbitro: | Bolognino (Milano) |

|                             |           |  |
| C. Vieri 42’ Salas 48’, 76’ | Marcatori |  |

| Arbitro: | Racalbuto (Gallarate) |

|                         |           |                        |
| Kaviedes 19’ Rapaić 81’ | Marcatori | 90+5’ (rig.) Djorkaeff |

| Arbitro: | Bazzoli (Merano) |

|                        |           |              |
| Recoba 12’ Maniero 47’ | Marcatori | 90+2’ Bucchi |

| Arbitro: | Borriello (Mantova) |

|                                   |           |            |
| Chiesa 31’ (rig.), 44’ Crespo 81’ | Marcatori | 60’ Bucchi |

| Arbitro: | Bazzoli (Merano) |

|                                            |           |             |
| Gio. Tedesco 45+3’ Petrachi 55’ Bucchi 76’ | Marcatori | 7’ Zalayeta |

| Arbitro: | Tombolini (Ancona) |

|                                         |           |  |
| Zauli 7’ Schenardi 36’ Otero 43’ (rig.) | Marcatori |  |

| Arbitro: | Preschern (Mestre) |

|            |           |  |
| Rapaić 69’ | Marcatori |  |

| Perugia 3 aprile 1999, ore 16:00 CEST 27ª giornata | Perugia             | 0 – 0 referto | Bologna | Stadio Renato Curi (18.000 spett.)\| Arbitro: \| Ceccarini (Livorno) \| |
| Arbitro:                                           | Ceccarini (Livorno) |               |         |                                                                         |

| Arbitro: | Farina (Novi Ligure) |

|                               |           |  |
| Lamacchi 90’ S. Inzaghi 90+6’ | Marcatori |  |

| Arbitro: | Collina (Viareggio) |

|                                          |           |                                       |
| Gio. Tedesco 22’ Petrachi 42’ Rapaić 88’ | Marcatori | 23’ (aut.) Matrecano 39’ Di Francesco |

| Arbitro: | Trentalange (Torino) |

|                       |           |                               |
| Mboma 31’ O'Neill 87’ | Marcatori | 11’ Gio. Tedesco 60’ Petrachi |

| Arbitro: | Rodomonti (Teramo) |

|                                                            |           |                     |
| Batistuta 40’ Rui Costa 42’, 67’ Edmundo 76’ (rig.), 90+2’ | Marcatori | 78’ (aut.) Firicano |

| Arbitro: | Tombolini (Ancona) |

|  |           |                |
|  | Marcatori | 75’ Osmanovski |

| Arbitro: | Tombolini (Ancona) |

|                       |           |                   |
| M. Amoroso 63’ (rig.) | Marcatori | 26’, 46’ Petrachi |

| Arbitro: | Braschi (Prato) |

|                   |           |                                   |
| Nakata 34’ (rig.) | Marcatori | 11’ Guglielminpietro 31’ Bierhoff |

### Coppa Italia
| Arbitro: | Robert Boggi (Salerno) |

|             |           |  |
| Bernardi 9’ | Marcatori |  |

| Arbitro: | Alfredo Trentalange (Torino) |

|                       |           |              |
| Bernardini 77’ (rig.) | Marcatori | 90’ Tresoldi |